# Élections municipales de 2020 à Dijon
Pour des articles plus généraux, voir Élections municipales françaises de 2020 et Élections municipales de 2020 en Côte-d'Or.
Le premier tour des élections municipales françaises de 2020 à Dijon a lieu le 15 mars 2020, avec un second tour — initialement prévu une semaine plus tard — qui est d'abord reporté sine die en raison de la pandémie de Covid-19 en France, puis fixé au 28 juin 2020.
Elles visent au renouvellement du conseil municipal et du conseil métropolitain. Comme dans toutes les communes de 1 000 habitants et plus, les élections à Dijon sont municipales et intercommunales. Chaque bulletin de vote comporte deux listes : une liste de candidats aux seules élections municipales et une liste de ceux également candidats au conseil métropolitain.

## Candidats
Le 4 septembre 2019, Emmanuel Bichot, conseiller municipal d'opposition, se déclare candidat à la mairie de Dijon. Il est le premier candidat déclaré. Emmanuel Bichot est soutenu par plusieurs partis politiques : Les Républicains, Les Centristes puis Agir et le mouvement Soyons libres. Toutefois, Emmanuel Bichot se présente sous l'étiquette de son parti local, Agir pour Dijon.
Stéphanie Modde, adjointe au maire et conseillère de Dijon Métropole, a été choisie le 23 octobre par le parti Europe Écologie Les Verts pour être tête de liste.
Sylvain Comparot est la tête de la liste « Dijon, l'avenir ensemble », qui rassemble l'association citoyenne PourDijon et les partis politiques La République en marche (LREM), Union des démocrates et indépendants (UDI) et Allons enfants. Cette liste, qui a vocation à rassembler des représentants de toutes les sensibilités (hors extrêmes), inclut Sylvain Comparot et Fanny Chenut (respectivement président-fondateur et secrétaire générale de PourDijon) ; Charles Rozoy et Sébastien Mirek (respectivement chef de file et référent départemental de LREM) ; Franck Ayache et Ludovic Bonnot (respectivement chef de file et vice-président de la fédération départementale de UDI). La direction de campagne sera assurée par Jean Claude Decombard.
Le maire sortant François Rebsamen (Parti socialiste) se déclare candidat le 17 janvier 2020, tête de la liste « Dijon c'est capital », avec le Mouvement démocrate et le Parti communiste français. Ce dernier retire son soutien après la venue de plusieurs membres de La République en marche sur la liste.
Arnaud Guvenatam est la tête de la liste « Dijon en commun », qui comprend des militants de La France insoumise, le Parti ouvrier indépendant démocratique, de Gilets jaunes et des écologistes.
Claire Rocher, déjà candidate en 2014, est tête de la liste Lutte ouvrière.
Bruno Louis, conseiller municipal de 2008 à 2014 pour Europe Écologie Les Verts, depuis non encarté, est le chef de file d'une liste écologiste indépendante.
Une liste composée de 59 noms, tous avocats, baptisée Nous ne battrons pas en retraite, a été déposée le 18 février 2020. Il s'agit de la première liste en France qui a été formée en réaction au projet de réforme des retraites en cours,.
Damien Cantin est tête de liste du Rassemblement national.

## Sondage
| Sondeur | Date                | Échantillon | LFI       | EÉLV  | SE    | PS-MoDem | LREM-UDI | Agir-LR | RN     |
| Sondeur | Date                | Échantillon | Guvenatam | Modde | Louis | Rebsamen | Comparot | Bichot  | Cantin |
| ------- | ------------------- | ----------- | --------- | ----- | ----- | -------- | -------- | ------- | ------ |
| Sondeur | Date                | Échantillon |           |       |       |          |          |         |        |
| Ifop    | 4 au 7 février 2020 | 602         | 6         | 20    | 5     | 38       | 6        | 16      | 9      |

## Résultats
Au second tour, il n'y a pas de fusion de listes entre les trois restantes.
|                                                          |                          |                          |              |              |             |             |        |        |  |
| Tête de liste                                            | Tête de liste            | Liste                    | Premier tour | Premier tour | Second tour | Second tour | Sièges | Sièges |  |
| Tête de liste                                            | Tête de liste            | Liste                    | Voix         | %            | Voix        | %           | CM     | CC     |  |
|                                                          | François Rebsamen        | PS-MoDem-MR-PRG-Cap21    | 11 101       | 38,24        | 11 746      | 43,51       | 43     | 31     |  |
| Dijon c'est Capitale                                     |                          |                          | 11 101       | 38,24        | 11 746      | 43,51       | 43     | 31     |  |
|                                                          | Emmanuel Bichot          | Agir-LR-LC-Soyons libres | 5 778        | 19,90        | 9 406       | 34,84       | 10     | 8      |  |
| Agir pour Dijon avec Emmanuel Bichot                     |                          |                          | 5 778        | 19,90        | 9 406       | 34,84       | 10     | 8      |  |
|                                                          | Stéphanie Modde          | EELV                     | 4 382        | 15,09        | 5 839       | 21,63       | 6      | 4      |  |
| Dijon écologique et solidaire                            |                          |                          | 4 382        | 15,09        | 5 839       | 21,63       | 6      | 4      |  |
|                                                          | Sylvain Comparot         | LREM-UDI-AE              | 2 556        | 8,80         |             |             |        |        |  |
| Dijon L'avenir ensemble                                  |                          |                          | 2 556        | 8,80         |             |             |        |        |  |
|                                                          | Damien Cantin            | RN                       | 1 957        | 6,74         |             |             |        |        |  |
| Rassemblement dijonnais                                  |                          |                          | 1 957        | 6,74         |             |             |        |        |  |
|                                                          | Arnaud Guvenatam         | LFI-POI-GJ-ECO           | 1 494        | 5,14         |             |             |        |        |  |
| Dijon en commun                                          |                          |                          | 1 494        | 5,14         |             |             |        |        |  |
|                                                          | Bruno Louis              | ECO                      | 1 092        | 3,76         |             |             |        |        |  |
| Dijon 2020 : Un printemps écologiste                     |                          |                          | 1 092        | 3,76         |             |             |        |        |  |
|                                                          | Claire Rocher            | LO                       | 349          | 1,20         |             |             |        |        |  |
| Lutte ouvrière - Faire entendre le camp des travailleurs |                          |                          | 349          | 1,20         |             |             |        |        |  |
|                                                          | Jean-Baptiste Gavignet   | DIV                      | 316          | 1,08         |             |             |        |        |  |
| Nous ne battrons pas en retraite                         |                          |                          | 316          | 1,08         |             |             |        |        |  |
|                                                          |                          |                          |              |              |             |             |        |        |  |
| Votes valides                                            | Votes valides            | Votes valides            | 29 025       | 97,63        | 26 991      | 97,57       |        |        |  |
| Votes blancs                                             | Votes blancs             | Votes blancs             | 231          | 0,78         | 363         | 1,31        |        |        |  |
| Votes nuls                                               | Votes nuls               | Votes nuls               | 474          | 1,59         | 309         | 1,12        |        |        |  |
| Total                                                    | Total                    | Total                    | 29 730       | 100          | 27 663      | 100         | 59     | 43     |  |
| Abstention                                               | Abstention               | Abstention               | 53 024       | 64,07        | 55 151      | 66,60       |        |        |  |
| Inscrits / participation                                 | Inscrits / participation | Inscrits / participation | 82 754       | 35,93        | 82 814      | 33,40       |        |        |  |